# Naser Ferri
Naser Ferri (Peć, Kosovo) je kosovarski arheolog i povjesničar. 

## Životopis
Prof. dr. Naser Ferri rođen je 1955. godine u Peći (Pejë) na Kosovu. Osnovno i srednje obrazovanje stekao je u rodnomu gradu. Studij arheologije upisao je 1973. godine na odsjeku za arheologiju Filozofskoga fakulteta u Zadru, da bi iste godine nastavio studij na odsjeku za arheologiju Filozofskoga fakulteta u Zagrebu.
Diplomirao je 1978. godine, a 1987. i magistrirao. 1988. mu je na Odsjeku za Arheologiju Filozofskoga fakulteta u Zagrebu odobrena doktorska dizertacija: "Rimski vojnički natpisi u Gornjoj Meziji", koju je iz objektivnih razloga, zbog zbivanja u regiji, bio spriječen obraniti u Zagrebu, pa ju je obranio 1997. godine na Filozofskom fakultetu u Prištini.
Godine 1979. započeo je raditi na Arheološkoj sekciji Odjela za povijest pri Albanološkom institutu u Prištini, a od 1998. je počeo predavati na Sveučilištu u Prištini (Universiteti i Prishtinës), prvo na Filozofskom (Fakulteti Filozofik), a potom i na Fakultetu za Edukaciju (Fakulteti i Edukimit), te na Filološkom fakultetu (Fakulteti i Filologjisë): Numizmatiku i epigrafiju, Opću mitologiju, Albansku nacionalnu mitologiju, Povijest etnologije, Latinski jezik, Povijest staroga vijeka, Povijest Ilira, Povijest umjetnosti te Povijest albanske kulture. 
Od 2003. godine je Znanstveni savjetnik na Albanološkom institutu u Prištini, a 2004. je izabran za Redovitog profesora na Sveučilištu u Prištini. Autor je pet znanstvenih djela na albanskom jeziku i jednoga djela na hrvatskom jeziku, te većega broja znanstvenih studija, radova i rasprava i recenzija na albanskom, hrvatskom, talijanskom, njemačkom i engleskom jeziku. 
Osim na Kosovu, svoje znanstvene radove objavio je u prestižnim europskim časopisima: Arheološki Vestnik Ljubljana, Opuscula Archaeologica Zagreb, Histria Antiqua Pula, Živa Antika Skopje, Godišnjak CBI ANUBiH Sarajevo, Tibiscum Caransebes, Dardania Wien, Classica et Christiana, editată de Centrul de Studii Clasice şi Creştine a Universităţii din Iaşi, te u više zbornika radova s međunarodnih znanstvenih skupova održanih u Peći, Zalecu, Bledu, Puli, Zagrebu, Tirani, Splitu, Izmiru, Caransebesu, Ferrari, Dohi i dr. 
Aktivno je sudjelovao na nizu međunarodnih simpozija i znanstvenih skupova u Hrvatskoj, Sloveniji, Italiji, Rumunjskoj, Turskoj, Qataru. Realizirao je više studijskih boravaka u Italiji, Njemačkoj, Madžarskoj, Sloveniji, Hrvatskoj, Turskoj. Od 2010. godine član je Slovenskoga Arheološkoga Društva. Govori albanski, hrvatski, talijanski i engleski jezik, a poznaje i latinski jezik. 
U listopadu 2017. godine Znanstveno vijeće Albanološkoga instituta u Prištini, na temelju rezultata njegova dosadašnjeg rada,  predložilo ga je za člana Akademije Znanosti i Umjetnosti Kosova (ASHAK) u Prištini dok je u prosincu 2019. isto tako od strane Albanološkog Instituta u Prištini predložen za nagradu "Dea Dardanica" koje dodjeljuje Ministarstvo za Kulturu, Omladinu i Sport Kosova za životno djelo.
Od 1999. do 2005. prof. Ferri bio je član uredništva časopisa "Dardania Sacra", a od 2013. do 2019. i član uredništva časopisa "Gjurmime Albanologjike, Seria e Shkencave Historike" koji izdaje Albanološki Institut u Prištini (Instituti Albanologjik i Prishtinës). Od 2019. do 2023. godine bio je glavni i odgovorni urednik toga časopisa.
Od akademske godine 2019./2020. angažiran je na Filozofskom fakultetu Sveučilišta u Zadru na Poslijediplomskom doktorskom studiju Humanističkih znanosti u svojstvu mentora.
Interesne sfere prof. dr. Nasera Ferri-ja su antička arheologija, povijest staroga vijeka, povijest Ilira, latinska epigrafija, mitologija, etnoarheologija, povijest umjetnosti i povijest albanske kulture.
Živi i radi u Prištini. Politički je neangažiran. 

## Popis objavljenih knjiga
- Statusi shoqëroro ekonomik i të liruarëve në provincën romake Moesia Superior" (The Social and Economic status of Freedmen in the Roman province Moesia Superior), Instituti Albanologjik i Prishtinës, Prishtinë 1996., p. 262.
- Monumentet ushtarake të periudhës romake në Mezi të Epërme" (Military monuments from roman period in Upper Moesia), Dukagjini Pejë, 2001., p. 386.
- Mythologia Viva-Mitologjia e gjallë", Instituti Albanologjik i Prishtinës, Prishtinë 2012., p. 432.
- Živa mitologija-Living Mythology", Zagreb 2015., p. 352. (objelodanjena na hrvatskom jeziku uz financijsku potporu Vlade Republike Hrvatske)
- Peja gjatë antikitetit-Peja during Antiquity, Institituti Albanologjik i Prishtinës, Prishtinë 2019., p. 395
- Novitates epigraphicae et numismaticae quae inter anos MCMLXXX et MMXX in Kosovo repertae et editae sunt -Gjetjet e reja epigrafike e numizmatike të zbuluara dhe të publikuara në Kosovë mes viteve 1980 dhe 2020- Instituti Albanologjik, Prishtinë 2022, p.359.